# Lewis Askey
Lewis Askey (* 4. Mai 2001 in Cannock) ist ein britischer Radrennfahrer, der im Straßenradsport aktiv ist.

## Sportlicher Werdegang
Als Junior machte Askey durch den Sieg bei Paris – Roubaix Juniors sowie beim Grote Prijs A. Noyelle-Ieper auf sich aufmerksam. Nach dem Wechsel in die U23 wurde er 2020 Mitglied in der Equipe continentale Groupama-FDJ. In der Saison 2021 erzielte er seinen ersten Erfolg in der U23, als er für das Team die zweite Etappe der Ronde de l’Isard gewann.
Zur Saison 2022 wechselte Askey in das UCI WorldTeam von Groupama-FDJ. Seine wertvollsten Ergebnisse der drei ersten Jahre in der Elite waren ein jeweils zweiter Platz beim Classic Loire-Atlantique 2022 und bei Paris-Tours 2023. Die Vuelta a España 2023, eine erste Grand Tour, beendete er als 105. der Gesamtwertung, bei drei Etappen kam er unter die Top 10 der Tageswertung. Im Mai 2025 feierte er mit dem Gewinn von Boucles de l’Aulne den ersten Sieg als Radprofi. Wenige Tage später entschied er die zweite Etappe der Vier Tage von Dünkirchen für sich, die Rundfahrt beendete er als Gesamtzweiter.

## Erfolge
2018
- Paris–Roubaix Juniors

2021
- eine Etappe Ronde de l’Isard

2025
- Boucles de l’Aulne
- eine Etappe Vier Tage von Dünkirchen

## Grand Tour-Platzierungen
| Grand Tour            | 2023 | 2024 | 2025 |
| --------------------- | ---- | ---- | ---- |
| Giro d’ItaliaGiro     | –    | 93   | –    |
| Tour de FranceTour    | –    | –    | 127  |
| Vuelta a EspañaVuelta | 105  | –    | …    |